# スーパーリアル麻雀 (パチスロ)
『スーパーリアル麻雀』（スーパーリアルまーじゃん）は、2009年3月にメーシー販売（アルゼグループ）より発売された5号機パチスロ機。保通協における型式名は『スーパーリアル麻雀1』。

## 概要
セタの脱衣麻雀ビデオゲーム『スーパーリアル麻雀』シリーズ（以降、「原作シリーズ」）第7弾『スーパーリアル麻雀P7』（以降、『P7』）のヒロインたちが登場する、タイアップ機である。
2009年2月2日から同年2月15日まで行われた東京都内の一部店舗への試験導入を経て、正式に発売された。
『P7』の登場ヒロインたち4人にそれぞれ割り振った、4つのステージやミニゲームから構成されており、進め方次第で『P7』や原作シリーズの携帯アプリ版のような4人のセクシーな姿やコスプレ姿に加え、デートイベントを楽しめるようになっている。
キャラクターデザインやイラストレーションは、原作シリーズと同じく田中良が担当している。

## 登場ヒロイン
詳細な設定は、スーパーリアル麻雀#スーパーリアル麻雀P7を参照。なお、本作では担当声優が変更されている。
麻比奈 百合奈（あさひな ゆりな）
声：桑谷夏子
麻比奈家の次女。
麻比奈 夏姫（あさひな なつき）
声：山本麻里安
麻比奈家の長女。
蘭堂 芹香（らんどう せりか）
声：早水リサ
麻比奈家の家庭教師。
豊原 エツ子（とよはら えつこ）
声：佐久間紅美
麻比奈家の家政婦。